# Clairaut (månekrater)
Clairaut er et nedslagskrater på Månen. Det befinder sig i det forrevne sydlige højland på Månens forside og er opkaldt efter den franske matematiker Alexis C. Clairaut (1713 – 1765).
Navnet blev officielt tildelt af den Internationale Astronomiske Union (IAU) i 1935. 

## Omgivelser
Direkte syd for Clairautkrateret ligger Maurolycuskrateret, og mod sydøst ligger Barociuskrateret. Endelig ligger Cuvierkrateret mod sydvest.

## Karakteristika
Krateret er blevet eroderet og beskadiget af senere nedslag, særlig i den sydlige halvdel. Satellitkrateret "Clairaut A" ligger over den sydøstlige rand. Den sydlige rand er blevet ændret af flere små kratere, herunder "Clairaut B'. På kraterbunden mod sydøst ligger det lille krater "Clairaut C", og i dens nordlige del ligger et sammensluttet kraterpar som kaldes "Clairaut D". "Clairaut E"' er forbundet med ydersiden af den nordvestlige rand.
Clairauts indre vægge er blevet ramt af nedslag, så de nu danner en uafbrudt skråning ned mod bunden, der er forholdsvis flad, i hvert fald hvor den ikke er mærket af nedslag. Der findes en mindre indadgående bule langs den væg mod vest-nordvest.

## Satellitkratere
De kratere, som kaldes satellitter, er små kratere beliggende i eller nær hovedkrateret. Deres dannelse er sædvanligvis sket uafhængigt af dette, men de får samme navn som hovedkrateret med tilføjelse af et stort bogstav. På kort over Månen er det en konvention at identificere dem ved at placere dette bogstav på den side af satellitkraterets midte, som ligger nærmest hovedkrateret. Clairautkrateret har følgende satellitkratere:
| Clairaut | Længde  | Bredde  | Diameter |
| -------- | ------- | ------- | -------- |
| A        | 48,9° S | 14,8° Ø | 36 km    |
| B        | 48,3° S | 12,6° Ø | 43 km    |
| C        | 48,1° S | 13,5° Ø | 17 km    |
| D        | 47,3° S | 14,2° Ø | 12 km    |
| E        | 46,4° S | 12,6° Ø | 29 km    |
| F        | 46,0° S | 14,5° Ø | 23 km    |
| G        | 47,2° S | 11,7° Ø | 6 km     |
| H        | 48,9° S | 12,1° Ø | 9 km     |
| J        | 45,7° S | 12,7° Ø | 14 km    |
| K        | 49,7° S | 14,0° Ø | 12 km    |
| M        | 46,1° S | 13,8° Ø | 5 km     |
| P        | 49,0° S | 11,8° Ø | 9 km     |
| R        | 48,0° S | 15,9° Ø | 15 km    |
| S        | 47,5° S | 16,3° Ø | 22 km    |

## Måneatlas
- Billeder af Clairautkrateret i LPI-måneatlasset